# Гришин Ігор Анатолійович
І́гор Анато́лійович Гри́шин (29 вересня 1969, Казавчин, Гайворонський район, Кіровоградська область, Українська РСР — 4 лютого 2016, смт Зайцеве, Горлівська міська рада, Донецька область, Україна) — молодший сержант Збройних сил України, учасник війни на сході України (57-ма окрема мотопіхотна бригада).
Загинув під час мінометного обстрілу взводного опорного пункту біля смт Зайцеве (Горлівка, Донецька область).
Похований у с. Казавчин, Гайворонський район, Кіровоградська область.

## Нагороди
Указом Президента України № 23/2017 від 3 лютого 2017 року «за особисту мужність, виявлену у захисті державного суверенітету та територіальної цілісності України, самовіддане виконання військового обов'язку» нагороджений орденом «За мужність» III ступеня (посмертно).